# Pemphredoninae
Sous-famille
Synonymes
- Cemoninae

Les Pemphredoninae sont une sous-famille d'insectes hyménoptères de la famille des Crabronidés.

## Taxonomie
- Entomosericini
  - Entomosericus
- Odontosphecini
  - Odontosphex
- Pemphredonini
  - Ammoplanina
    - Ammoplanops
    - Ammoplanus (synonyme : Ammoplanellus)
    - Protostigmus (synonyme : Anomiopteryx)
    - Pulverro
    - Timberlakena

  - Pemphredonina
    - Diodontus
    - Passaloecus
    - Pemphredon (synonyme : †Sinostigma)
    - Polemistus

  - Spilomenina
    - Arpactophilus
    - Microstigmus
    - Spilomena
    - Xysma

  - Stigmina
    - Allostigmus
    - Araucastigmus
    - Aykhustigmus
    - Ceratostigmus
    - Carinostigmus
    - Incastigmus
    - Llaqhastigmus
    - Paracrabro
    - Parastigmus
    - Stigmus
    - Tzustigmus
- Pemphredoninae fossiles[1]
  - †Cretoecus
  - †Cretospilomena
  - †Eomimesa
  - †Eopinoecus
  - †Eoxyloecus
  - †Iwestia
  - †Lisponema
  - †Palanga
  - †Pittoecus
  - †Prolemistus
  - †Psolimena
  - †Succinoecus
- Psenini (synonymes : Mimesini, Psenulini)
  - Ammopsen
  - Deinomimesa
  - Lithium
  - Mimesa
  - Mimumesa
  - Nesomimesa
  - Odontopsen
  - Pluto
  - Psen
  - Pseneo
  - Psenulus